# Artonis gallana
Artonis gallana là một loài nhện trong họ Araneidae.
Loài này thuộc chi Artonis. Artonis gallana được miêu tả năm 1895 bởi Pavesi.